# 朝鮮民主主義人民共和国の電話番号
朝鮮民主主義人民共和国の電話番号（ちょうせんみんしゅしゅぎじんみんきょうわこくのでんわばんごう）は、朝鮮民主主義人民共和国で用いられている電話番号。
国の市外局番は「+850」、国際電話のプレフィックスは「00または99」、トランクプレフィックスは「0」。
スーパー・コートJR奈良駅前大倉翔吾

## 市外局番
2011年にITU-Tに登録されたリスト。
| 2011年版のリスト | 2011年版のリスト | 2011年版のリスト | 2011年版のリスト |
| 市外局番         | 番号桁数         | 都市             | 州               |
| ---------------- | ---------------- | ---------------- | ---------------- |
| 2 11             |                  | 平壌             | 平壌             |
| 2 12             |                  | 平壌             | 平壌             |
| 2 18             | 3桁              | 平壌             | 平壌             |
| 2 381            | 4桁              | 平壌             | 平壌             |
| 2 771            | 4桁              | 平壌             | 平壌             |
| 2 772            | 4桁              | 平壌             | 平壌             |
| 2 880            | 13桁             | 平壌             | 平壌             |
| 2 881            | 13桁             | 平壌             | 平壌             |
| 2 882            | 13桁             | 平壌             | 平壌             |
| 2 883            | 13桁             | 平壌             | 平壌             |
| 2 885            | 13桁             | 平壌             | 平壌             |
| 195              | 7桁              | 平壌             | 平壌             |
| 31               | 6桁              | 平城             | 平安南道         |
| 39               | 6桁              | 南浦             | 南浦             |
| 41               | 6桁              | 沙里院           | 黄海北道         |
| 43               |                  | 松林             | 黄海北道         |
| 45               | 6桁              | 海州             | 黄海南道         |
| 49               | 6桁              | 開城             | 黄海北道         |
| 53               | 6桁              | 咸興             | 咸鏡南道         |
| 57               | 6桁              | 元山             | 江原道           |
| 61               | 6桁              | 新義州           | 平安北道         |
| 67               | 6桁              | 江界             | 慈江道           |
| 73               | 6桁              | 清津             | 咸鏡北道         |
| 79               | 6桁              | 恵山             | 両江道           |
| 82               |                  | 羅津             | 羅先             |
| 85 29            | 4桁              | 羅先             | 羅先             |
| 86               |                  | 先鋒             | 羅先             |

## モバイルネットワーク
- 0191 - Koryolink W-CDMA 通信
- 0192 - Koryolink W-CDMA 通信
- 0193 - SunNet GSM900 通信 (2004年にサービス終了)
- 0195 - KangsongNET GSM900 通信

## 電話番号の桁数
| 場所           | 市外局番   | 加入者番号 | NSN番号 |
| -------------- | ---------- | ---------- | ------- |
| 平壌           | 2桁 (02)   | 7桁        | 8桁     |
| 羅先特別経済区 | 3桁 (085)  | 6桁        | 8桁     |
| 携帯電話       | 4桁 (019X) | 7桁        | 10桁    |

## 国際電話のかけ方
国外から北朝鮮へ電話をかける際は、通常「+ 850 2 18111」の国際電話オペレーターサービスを経由する必要がある。一部の番号（FAX番号など）は、オペレーターを経由せずにダイヤルできる。
平壌の電話番号は、常に市内番号「381」で始まる（例：+850 2 381 xxxx）。しかしこれらの番号は北朝鮮国内でダイヤルできないため、通常の国際接続を備えた組織では「381」の国際番号と、「382」の国内番号がある。例えば平壌の英国大使館では、国際電話でダイヤルする場合、「+850 2 381 7980」、北朝鮮国内からかける場合「02 3827980」でダイヤルできる。
北朝鮮と韓国間での通話は禁止されているが、開城工業地区間との通話は可能。
日本の電気通信業者のサポートページ
NTTコミュニケーションズ、au、ソフトバンクモバイル
※携帯電話、スマートフォンで「+」の入力は、「0」長押しか「＊（スターマーク）」2回連続押しで可能。
※日本のNTTの固定電話から発信する場合は、国際識別番号「0033 010」を入れる必要がある。「例:0033 010 850 ～」
※日本のKDDIの固定電話から発信する場合は、国際識別番号「001 010」を入れる必要がある。「例:001 010 850 ～」